# Wally Feurzeig
Wally Feurzeig (Chicago, Estados Unidos, 10 de junio de 1927- 4 de enero de 2013) fue uno de los creadores, junto con Cynthia Solomon y Seymour Papert, del lenguaje de programación Logo e investigador de inteligencia artificial.

## Biografía
Wally Feurzeig se unió en 1962 a la firma BBN (Bolt, Beranek and Newman), que a principios de los años 60, se había convertido en un centro importante de la investigación de la informática y de los usos innovadores. Comenzó en el departamento de Inteligencia Artificial, uno de los primeros de este tipo. Junto a sus colegas, participo en algunos de los trabajos más pioneros de Inteligencia Artificial como el reconocimiento de patrones de computadoras, comprensión de idiomas naturales, demostración de teoremas, desarrollo del lenguaje LISP y resolución de problemas de robótica.
Muchos de estos trabajos fueron hechos en colaboración con distinguidos investigadores del MIT (Instituto de Tecnología de Massachusetts), como por ejemplo Marvin Minsky y John McCarthy, que eran consultores regulares del BBN a principios de los años 60. Otros grupos en el BBN hacían el trabajo original en ciencia cognoscitiva, la investigación educacional y la comunicación hombre-ordenador. Algunos de los primeros trabajos sobre la representación del conocimiento (redes semánticas), gráficos interactivos y la instrucción automatizada estaban todavía en curso. J.C.R.Licklider fue tanto el líder espiritual como científico de muchos de estos trabajos, defendiendo la causa de la interacción on line durante una época donde casi todo el cómputo era hecho vía procesamiento por lotes.
El principal cometido de Wally consistía en ampliar las capacidades intelectuales de los sistemas de enseñanza existentes. Esto llevó al primer “sistema inteligente” de la instrucción de computadora-asistida (CAI), el MENTOR, el cual empleó reglas de producción para apoyar interacciones de la solución de problemas en diagnósticos médicos y otros dominios de la toma de decisión.
En 1963 y 1964, la idea de compartir los ciclos de una computadora entre usuarios autónomos, trabajando simultáneamente, había revuelto la imaginación en Cambridge. Los equipos del BBN y del MIT compitieron por ser los primeros en realizar este concepto, con el BBN ganando por días y celebrando la primera demostración acertada del reparto del tiempo de la computadora en 1964. El sistema inicial del BBN, diseñado por Sheldon Boilen, apoyó a cinco usuarios simultáneos en una DEC PDP-1, todos compartiendo una sola pantalla CRT para la salida. Ver exhibiciones dinámicas de varios programas distintos, simultáneamente y de forma asíncrona (“fuera de tiempo y de consonancia”), era una experiencia impresionante.
Las computadoras de tiempo compartido hicieron posible el uso económico de terminales distribuidos alejados y se abrieron posibilidades de uso interactivo de la computadora en las escuelas. El BBN había puesto en ejecución recientemente TELCOMP, un lenguaje de programación de alto nivel interactivo. TELCOMP era un dialecto de JOSS, el primer lenguaje interpretativo-conversacional, desarrollado en 1962-63 por Cliff Shaw de la Corporación Rand; su sintaxis fue similar al del lenguaje de programación BASIC, que todavía no había aparecido. Como BASIC, TELCOMP era un lenguaje derivado de FORTRAN, diseñado para aplicaciones de computación numéricas.
En 1965, Wally organizó el departamento educativo de la tecnología del BBN y más concretamente el desarrollo de los métodos para mejorar el aprendizaje y la enseñanza con la computadora, después el interés de su trabajo cambió a la investigación de lenguajes de programación en ambientes educativos. Este cambio fue debido en parte a dos avances tecnológicos recientes: la invención de la computadora de tiempo compartido y el desarrollo del primer lenguaje de programación de alto nivel.
Poco después de la creación de TELCOMP, eligieron a Wally para introducirlo a los niños como herramienta para aprender matemáticas y en 1965-66, bajo la supervisión y ayuda de la oficina de educación de los EE.UU, exploraron su uso como recurso auxiliar en ocho escuelas elementales y secundarias usando el sistema de tiempo repartido del BBN. Introdujeron a TELCOMP a los estudiantes y después trabajaron en aritmética, álgebra, y problemas estándares de la trigonometría con los programas de edición de TELCOMP. El proyecto confirmó increíblemente la expectativa de que el uso del cómputo interactivo con una lengua interpretativa de alto nivel motivaría altamente a los estudiantes.
En 1968, Wally Feurzeig junto con Seymour Papert y Danny Bobrow, desarrollan el lenguaje de programación LOGO. Este lenguaje de programación fue desarrollado en el MIT y se caracteriza por ser un lenguaje flexible, extenso, interactivo y capaz de amoldarse a nuevos enfoques. Normalmente podemos diseñar programas con el lenguaje Logo sobre estas distintas materias: matemáticas, lenguaje, música, robótica, telecomunicaciones y ciencias. También se usa para simulaciones, presentaciones multimedia, etc. Se usa con frecuencia para la enseñanza de lenguajes de programación a niños. Una importante característica de LOGO son los gráficos tortuga, que permiten al programador hacer dibujos simples, dirigiendo los movimientos de una tortuga hacia delante, hacia la derecha o hacia la izquierda.
Una vez que dominan el entorno sencillo del dibujo, el programador (un niño o una niña), empieza a descubrir las características más complejas del lenguaje, que están basadas fundamentalmente en el lenguaje de programación LISP. Logo está considerado como un lenguaje para la formación, a pesar de que algunas empresas quisieron introducirlo en los círculos profesionales de la programación.
En marzo de 2009 había 197 dialectos de Logo. La mayor parte de aquellos 197 se usan más en el amplio empleo, pero muchos están todavía en desarrollo activo. Aún no hay ningún solo estado de acuerdo con la definición de lengua de Logo o el estándar, aunque haya un amplio acuerdo general sobre los aspectos principales de la lengua. Hay diferencias sustanciales entre muchos dialectos de Logo.